# Beauty Nazmun Nahar
Beauty Nazmun Nahar, född 1 januari 1984, är en friidrottare från Bangladesh. Hon deltog vid olympiska sommarspelen 2008.